# Scopesis sachalinensis
Scopesis sachalinensis är en stekelart som först beskrevs av Tohru Uchida 1930.  Scopesis sachalinensis ingår i släktet Scopesis och familjen brokparasitsteklar. Inga underarter finns listade i Catalogue of Life.